# Championnats de France de triathlon cross 2015
Navigation
Édition précédente Édition suivante
Cet article présente les résultats du championnats de France de triathlon cross 2015, qui a eu lieu à Saint-Bonnet-Tronçais le samedi 9 mai 2015.

## Championnat de France de triathlon cross 2015

### Résultats

#### Homme
|        | Triathlète         | Temps           |
| ------ | ------------------ | --------------- |
| Or     | Brice Daubord      | 1 h 43 min 05 s |
| Argent | Nicolas Fernandez  | 1 h 43 min 49 s |
| Bronze | François Carloni   | 1 h 44 min 17 s |
| 4      | Arthur Forissier   | 1 h 46 min 55 s |
| 5      | Fabien Combaluzier | 1 h 48 min 00 s |
| 6      | Anthony Pannier    | 1 h 50 min 16 s |
| 7      | Nicolas Durin      | 1 h 50 min 26 s |
| 8      | Florian Luquet     | 1 h 51 min 31 s |
| 9      | Anthony Flinois    | 1 h 51 min 47 s |
| 10     | Romaric Delepine   | 1 h 52 min 22 s |

#### Femme
|        | Triathlète              | Temps           |
| ------ | ----------------------- | --------------- |
| Or     | Morgane Riou            | 2 h 04 min 25 s |
| Argent | Amandine Galindo        | 2 h 18 min 56 s |
| Bronze | Perrine Philipe         | 2 h 19 min 38 s |
| 4      | Alexandra Borrelly      | 2 h 21 min 27 s |
| 5      | Laurence Buffet Senelle | 2 h 25 min 12 s |
| 6      | Émilie Attanasio        | 2 h 25 min 36 s |
| 7      | Pauline Aigon           | 2 h 27 min 35 s |
| 8      | Anaïs Tardieu           | 2 h 30 min 43 s |
| 9      | Chloé Grosgeorge        | 2 h 32 min 36 s |
| 10     | Natacha Lacorre         | 2 h 33 min 44 s |

Morgane Riou a le 38e temps au scratch en 2 h 4 min 25 s.